# باول لامبريتشس
باول لامبريتشس ، من مواليد 16 أكتوبر 1954 ، لاعب كرة قدم بلجيكي سابق.
لعب مع منتخب بلجيكا لكرة القدم.

## وصلات خارجية
- باول لامبريتشس على موقع الاتحاد البلجيكي (الإنجليزية)
- باول لامبريتشس على موقع قاعدة بيانات كرة القدم.إي يو (الإنجليزية)
- باول لامبريتشس على موقع ناشيونال فوتبول تيمز (الإنجليزية)
- باول لامبريتشس على موقع عالم كرة القدم.نت (الإنجليزية)